# Karma (Kazka)
Karma è il primo album in studio del gruppo musicale ucraino Kazka, pubblicato il 27 aprile 2018 dalla Mamamusic.
È stato candidato per lo YUNA al miglior album.

## Descrizione
L'album è stato registrato presso lo studio di registrazione Iksiy Music di Kiev ed è stato prodotto da Jurij Nikitin e Andrij Urenjev. Nell'album sono presenti dieci tracce, inclusa una cover della canzone Movchaty della band Skryabin e Iryna Bilyk.
Nel marzo 2017 è stato pubblicato il primo singolo, Svjata, a cui hanno fatto seguito i singoli Dyva, Sama e Plakala.

## Tracce
Testi e musiche di Serhij Lokšin, Serhij Jermolajev e Andrij Ihatčenko, eccetto dove indicato.
1. Karma – 4:05
2. Svjata – 3:09
3. Sama – 3:57
4. Zapala – 3:52
5. Vin – 3:08
6. Dyva – 2:54
7. Tanci – 3:24
8. Nichto – 3:14 (Kateryna Rohova)
9. Movčaty – 4:09 (Andriy Kuzmenko) – cover del brano di Skryabin e Iryna Bilyk
10. Plakala – 3:44